# André Breton

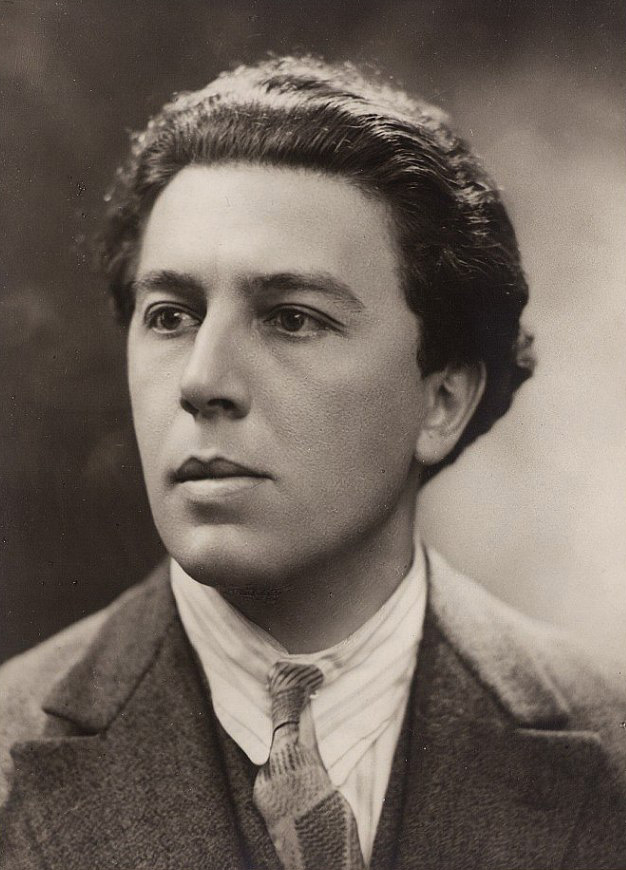
André Breton, Fotografie von Henri Manuel (1927)

André Breton (* 19. Februar 1896 in Tinchebray, Kanton Tinchebray, Département Orne in der Normandie; † 28. September 1966 in Paris) war ein französischer Dichter, Schriftsteller und der wichtigste Theoretiker des Surrealismus; sein ganzes Leben war mit dieser Bewegung verbunden.

## Leben

### Kindheit

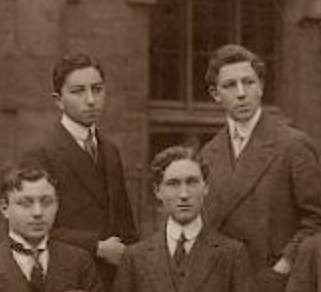
André Breton (oben rechts), Detail eines Klassenfotos, 1912

André Breton wurde als Sohn eines Polizisten in Tinchebray geboren. Im Jahr 1900 ließ sich die Familie in Pantin bei Paris nieder. Nach dem Besuch der École communale war er von 1906 bis 1912 Schüler des Lycée Chaptal und besuchte ab 1913 die Höhere Technische Lehranstalt als Vorbereitung für ein Medizinstudium.

### Die Jahre bis 1924

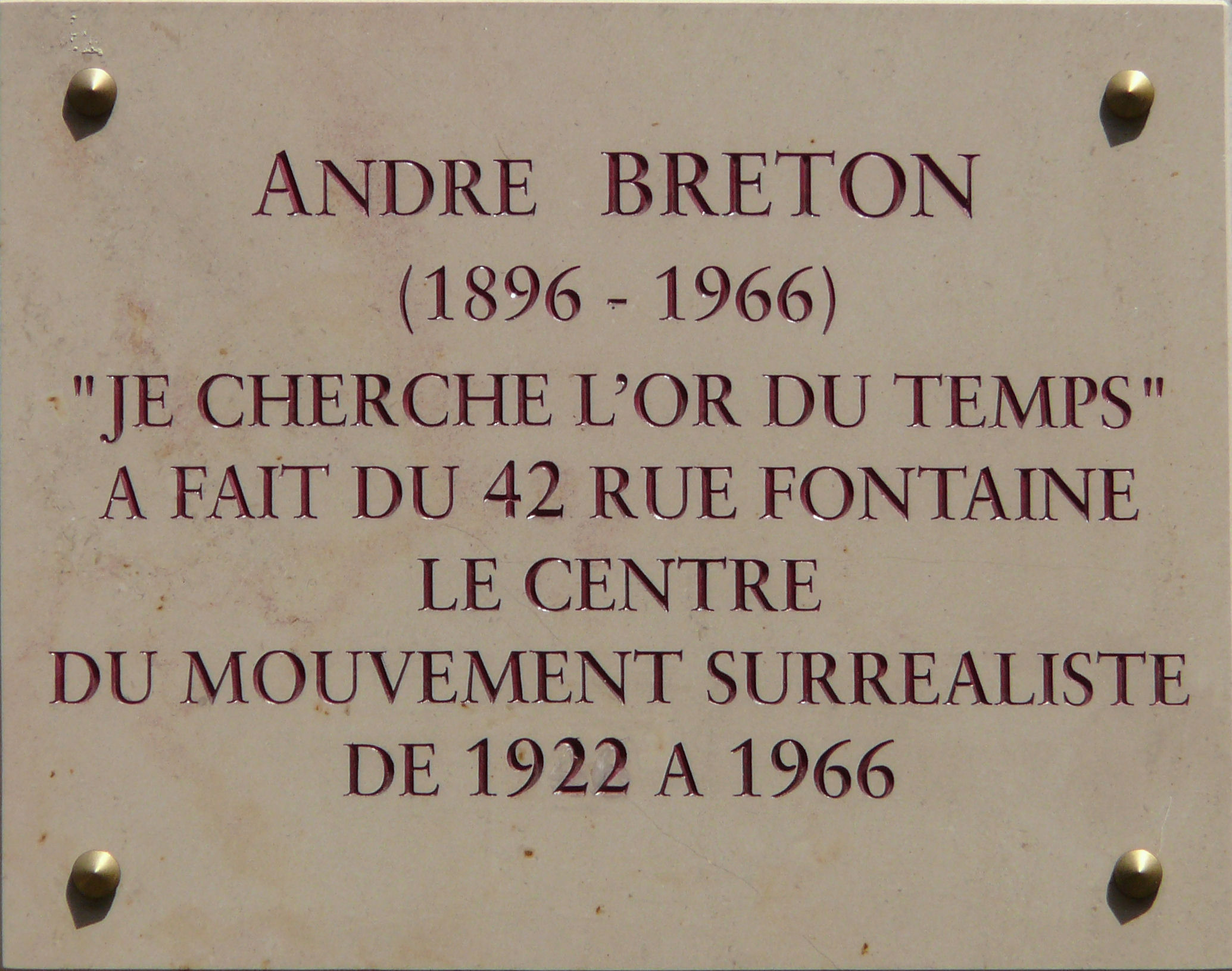
Plakette am Haus rue Fontaine 42

1913 lernte er den Schriftsteller Paul Valéry kennen, er schrieb Lyrik, beeindruckt von Stéphane Mallarmé und anderen Autoren des Symbolismus. 1915, nach dem Beginn eines Medizinstudiums, wurde er zum Sanitätsdienst eingezogen, traf in Nantes Jacques Vaché, beschäftigte sich intensiv mit Arthur Rimbaud; er arbeitete in einer psychiatrischen Anstalt und las die Arbeiten von Sigmund Freud, den er 1921 in Wien besuchen sollte. 1918 lernte er Guillaume Apollinaire kennen und entdeckte die wilde Poesie des Comte de Lautréamont. Er brach sein Studium der Medizin ab, um freiberuflicher Schriftsteller zu werden. 1919 gründete er mit Louis Aragon und Philippe Soupault die Zeitschrift Littérature, die dem Dadaismus nahestand. 1919 kam auch Tristan Tzara aus Zürich nach Paris, die Gruppe der Pariser Dadaisten erweiterte sich ständig, als Paul Éluard, Max Ernst, Robert Desnos, René Crevel und Benjamin Péret dazustießen. Das Unbewusste wurde erforscht, es war die Zeit des „Automatischen Schreibens“ (écriture automatique), der Hypnoseversuche und Traumprotokolle. Am 15. September 1921 heiratete er die Straßburger Bankierstochter Simone Kahn; das Paar zog in die rue Fontaine 42 in Paris. Das gemeinsame Apartment blieb auch nach der Scheidung 1931 Bretons Domizil.

### Der Surrealismus bis zum Zweiten Weltkrieg
1924 verfasste er das Manifest des Surrealismus, in dem er Surrealismus als einen „reinen psychischen Automatismus“ definierte. Organ der neuen Gruppe wurde die Zeitschrift La Révolution surréaliste (zwölf Nummern 1924–1929). Das wachsende politische Interesse brachte ihn und die Gruppe in die Nähe der Kommunisten, schließlich traten 1927 neben André Breton Louis Aragon, Paul Éluard, Benjamin Péret und Pierre Unik der KPF bei.
Im Jahr 1928 schrieb er sein bisher erfolgreichstes Buch: den experimentellen Roman Nadja. Mit Le Surréalisme et la Peinture (Der Surrealismus und die Malerei) bemühte er sich um eine theoretische Begründung surrealistischer Malerei, für die er als Beispiele Max Ernst, Pablo Picasso, Joan Miró und André Masson heranzog. 1929 schloss sich Salvador Dalí auf Anregung von Joan Miró der Gruppe der Surrealisten in Paris an; Dalí wurde jedoch nach längeren Auseinandersetzungen 1939 aus der Gruppe ausgeschlossen.
1930 versuchte Breton im Zweiten Manifest des Surrealismus eine Neudefinition des Surrealismus als eine sozial-revolutionäre Bewegung: „Marx sagt, die Welt verändern. Rimbaud sagt, das Leben verändern.“ – Der Surrealismus sei die Synthese dieser beiden Ideen, er bekannte sich zur „sozialen wie zur psychischen Revolution.“ Im gemeinsam mit Paul Éluard verfassten Werk L’Immaculée Conception (Die unbefleckte Empfängnis) versuchten die beiden eine textlich-poetische Simulation von Wahnzuständen aus der freudschen Psychoanalyse. Breton beschäftigte sich intensiv mit dem Gegensatz von „Wachsein“ und „Traum“ in seinem 1932 erschienenen Werk Les vases communicants (Die kommunizierenden Röhren), das u. a. auch einen kurzen Schriftwechsel mit Sigmund Freud enthält. Nach einer Affäre mit Valentine Hugo von 1930 bis 1932 heiratete Breton Im August 1934 in zweiter Ehe die Malerin Jacqueline Lamba. Trauzeugen waren Alberto Giacometti und Paul Éluard. Die Begegnung mit ihr fand ihren Niederschlag in seinem Werk L’Amour fou aus dem Jahr 1937.

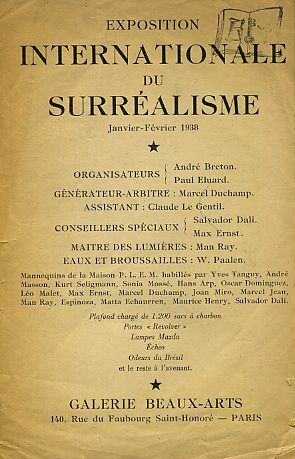
Titelseite des Katalogs zur Ausstellung in der Galerie Beaux-Arts, Paris 1938

Die neu gegründete Zeitung der Gruppe war Programm: Le Surréalisme au service de la révolution (Der Surrealismus im Dienst der Revolution, sechs Ausgaben, 1930–1933). Doch Breton und seine Freunde hatten immer mehr Probleme mit der Parteidogmatik, 1935 gipfelten die Spannungen im endgültigen Bruch mit der KPF. André Breton wurde zum Kritiker des Stalinismus; es war die Zeit des Spanischen Bürgerkrieges, an dem sich einige der Surrealisten (wie Benjamin Péret und Tristan Tzara) auf republikanischer Seite beteiligten. Im selben Jahr schloss sich der österreichische Maler und Theoretiker Wolfgang Paalen Bretons Bewegung an.
1936 gründete Breton zusammen mit Georges Bataille eine Gruppe linksrevolutionärer Intellektueller, die später unter dem Namen „Contre-Attaque“ bekannt wurde. Im selben Jahr war er an der Organisation der International Surrealist Exhibition in den New Burlington Galleries in London beteiligt. Ein Jahr später eröffnete Breton eine surrealistische Galerie unter dem Namen „Gradiva“ in der rue de Seine Nr. 31, die jedoch nach kurzer Zeit wieder geschlossen wurde. Marcel Duchamp entwarf den Eingang zur Galerie, dessen Glastür mit einer Silhouette eines Arm in Arm gehenden Paars versehen war.
1938 organisierte Breton gemeinsam mit Paul Éluard, Wolfgang Paalen, Marcel Duchamp und Man Ray in Paris die Exposition Internationale du Surréalisme in der Galerie Beaux-Arts. Breton traf im selben Jahr Leo Trotzki in dessen Exil in Mexiko bei Diego Rivera: Gemeinsam verfassten sie das Manifest Pour un art révolutionnaire indépendant (Für eine unabhängige revolutionäre Kunst). Inzwischen war der Surrealismus weit über die Grenzen von Frankreich bekannt und aktiv, mit Gruppen und Manifestationen in Brüssel, Barcelona, London oder Prag. 1940 organisierte er mit Wolfgang Paalen und César Moro die Exposición internacional del surrealismo in der Galería de Arte Mexicano von Inés Amor.

### Krieg, Exil, Rückkehr

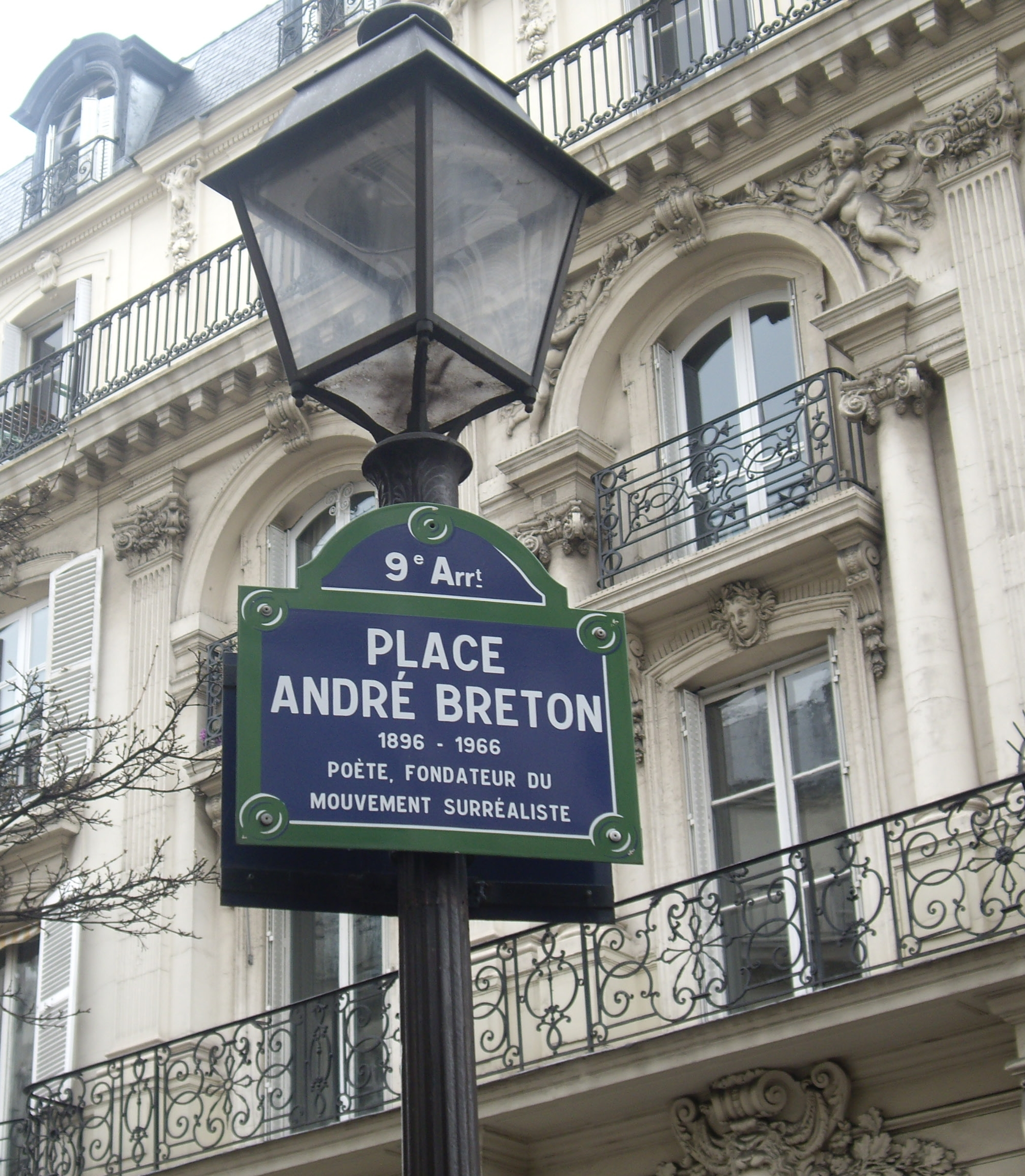
Schild der Place André Breton in Paris

Nach der Besetzung Frankreichs durch die deutsche Wehrmacht ergab sich im November 1940 für die politisch verfolgten Breton, Jacqueline Lamba und Aube Elléouët zunächst die Möglichkeit, für einige Monate in Marseille Zuflucht zu finden. Die Villa Air Bel, ein vom amerikanischen Emergency Rescue Committee durch seinen verdeckt agierenden Repräsentanten in Frankreich Varian Fry gemietetes Wohnhaus in den Außenbezirken von Marseille, wurde zum Zufluchtsort einer Anzahl von Intellektuellen, deren Flucht in die USA konspirativ vorbereitet wurde. In die Hausbibliothek lud der Dichter sonntäglich zu Treffen ein, zu denen zahlreiche, mit seiner exzentrischen Kunstauffassung sympathisierende Gefolgsleute wie die Maler Óscar Domínguez, Jacques Herold und Victor Brauner, die Bildhauer Jacques Lipchitz und André Masson und der Dichter Rene Char zusammenkamen. Im März 1941 gelang es Fry, auf einem Frachter vierzig Plätze für Klienten des Centre konspirativ zu sichern, so dass Breton und weitere Hitlergegner wie Anna Seghers, Wifredo Lam, Victor Serge und Alfred Kantorowicz die Emigration glückte. Mit finanzieller Unterstützung auch seitens der Kunstsammlerin Peggy Guggenheim erreichten sie über Martinique am Ende New York. Dort traf er auf Marcel Duchamp und Max Ernst, sie publizierten ab 1942 in der mit David Hare gemeinsamen herausgegebenen Zeitschrift VVV. Mit Duchamp organisierte Breton die Surrealistenausstellung First Papers of Surrealism. Im selben Jahr erfolgte die Trennung von seiner Ehefrau; Breton heiratete 1945 in dritter Ehe Elisa Claro-Bindhoff (1906–2000), während Jacqueline 1946 David Hare heiratete. In dieser Zeit setzte sich Breton mit dem präkolumbischen Amerika und den Frühsozialisten auseinander, vor allem mit Charles Fourier.
Nach dem Krieg kehrte Breton 1946 nach Europa zurück, seine Hoffnung auf einen gesellschaftlichen wie politischen Neuanfang wurde enttäuscht. Teile der Gruppe, wie Louis Aragon und Paul Éluard, hatten sich inzwischen der moskaufreundlichen Parteilinie angeschlossen. Gemeinsam mit Jean Dubuffet gründete Breton 1947 den Verein Compagnie de l'Art brut, um Außenseiterkunst zu fördern und auszustellen, überwarf sich mit ihm aber darüber 1951. In den ersten Nachkriegsjahren hatte er Probleme, sich in der Kulturszene Gehör zu verschaffen; das änderte sich mit einer von ihm organisierten umfassenden internationalen Surrealismus-Ausstellung Le Surréalisme en 1947 in der Galerie Maeght.

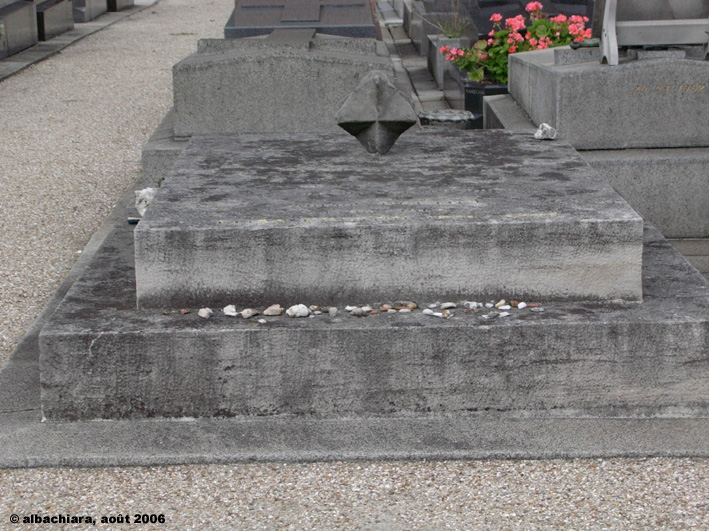
Grab André Bretons auf dem Cimetière des Batignolles in Paris

Im Jahr 1960 engagierte Breton sich gegen den Algerienkrieg. In dem folgenden Jahrzehnt verstand es der als „Papst des Surrealismus“ kritisierte Schriftsteller weiterhin, der Bewegung Gehör zu verschaffen, etwa mit den Sammelbänden L'Art magique (1957), Le Surréalisme et la Peinture (1965) und der Organisation von internationalen Surrealismusausstellungen: E.R.O.S. (1959/1960) und der letzten großen Ausstellung im Jahr 1965, deren Titel wie ein Programm für ihn und den Surrealismus steht: „L'écart absolu“: die absolute Abweichung.
1966 starb André Breton an einer Lungenkrankheit und wurde auf dem Cimetière des Batignolles im Quartier des Batignolles an der Stadtgrenze von Paris beigesetzt. Die Stadt Paris gab ihm zu Ehren einem Platz im 9. Arrondissement seinen Namen.

## Nachlass

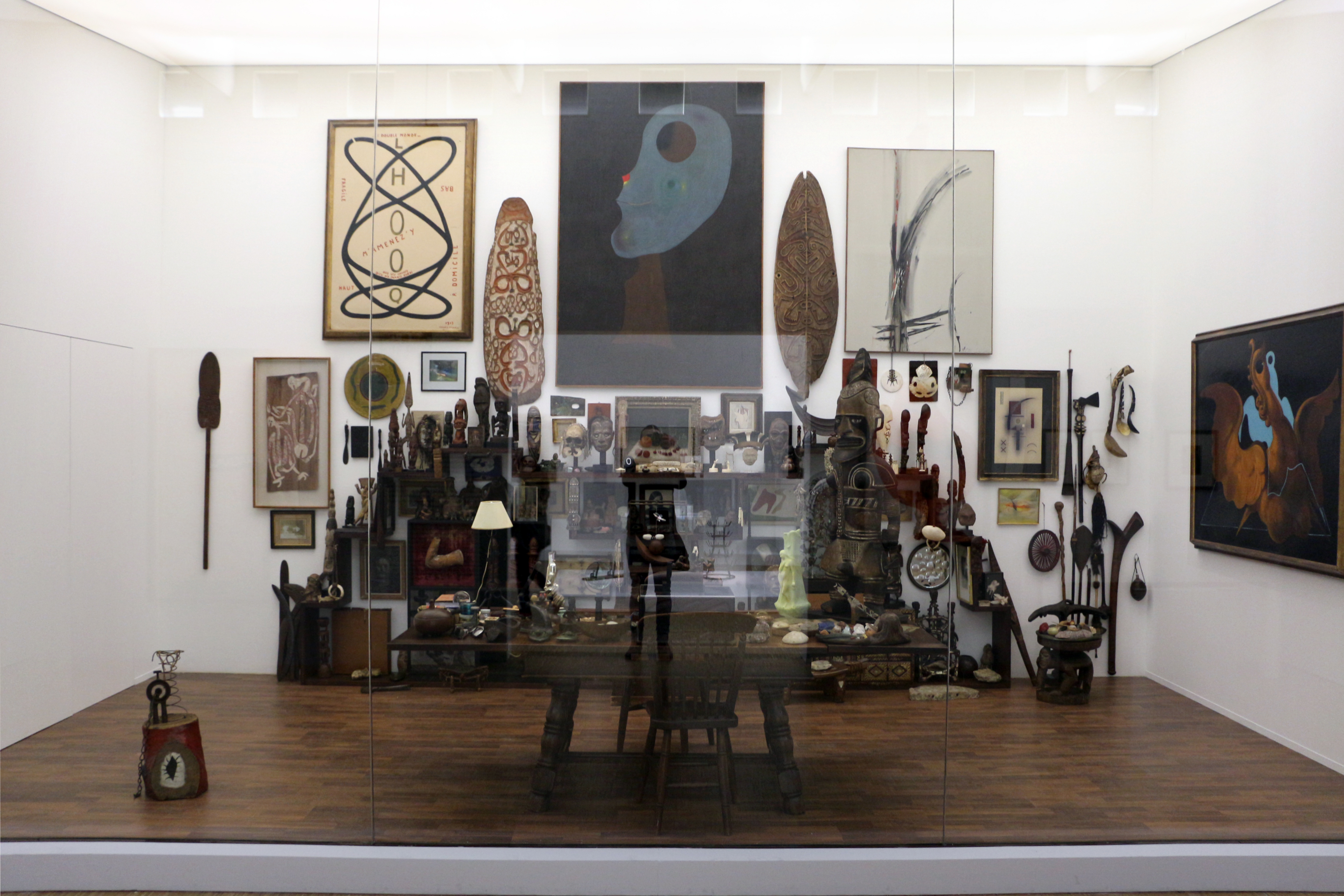
Bretons Sammlung hinter Glas im Centre Pompidou

Im Jahr 2003 musste das Appartement in der rue Fontaine 42 von Aube Elléouët – Bretons Tochter aus der Ehe mit Jacqueline Lamba –  nach dem Tod ihrer Stiefmutter Elisa aufgegeben werden. Der Plan einer Stiftung scheiterte am Desinteresse des französischen Staates trotz erheblichen Widerspruchs von Künstlern, Schriftstellern und Intellektuellen, die mit Protestschreiben und Appellen die Versteigerung zu verhindern suchten. Ihr Ziel war die Bewahrung einer der bedeutendsten Privatsammlungen surrealistischer Kunstschätze. Breton hatte sein Appartement über 40 Jahre lang mit Gemälden surrealistischer Künstler, ozeanischen Masken, mexikanischen Votivtafeln, ausgestopften Paradiesvögeln, Büchern, Fotografien und Fundstücken ausgestattet, und es war ein regelmäßiger Treffpunkt surrealistischer Schriftsteller und Künstler. Als Museum wäre es jedoch zu klein gewesen.
Die Sammlung wurde, aufgeteilt in 5400 Lose, im April des Jahres im Hôtel Drouot versteigert. Um die Erbschaftssteuer begleichen zu können, wurde dem Centre Pompidou ein repräsentativer Ausschnitt der Sammlung sowie die persönliche Korrespondenz Bretons überlassen. Das Centre Pompidou erstellte aus diesem Teil des Nachlasses eine Wand hinter Glas, die im Museum zu besichtigen ist.

## Werke
- Mont de piété (Leihhaus), Gedichte (1919)
- Les Champs magnétiques (Die magnetischen Felder) mit Philippe Soupault (1920)
- Clair de terre (Erdschein), Gedichte (1923)
- Manifeste du Surréalisme (Das Manifest des Surrealismus) (1924)
- Poisson soluble (Löslicher Fisch) erschien als Anhang des Manifests (1924)
- Les pas perdus (1924)
- Nadja (1928; 1962 überarbeitet)
- Le Surréalisme et la peinture (Der Surrealismus und die Malerei) (1928; erw. 1945 und 1965)
- Ralentir travaux (Achtung Baustelle) mit René Char und Paul Éluard (1929)
- Second Manifeste du Surréalisme (Das Zweite Manifest des Surrealismus) (1930)
- L’Immaculée Conception (Die unbefleckte Empfängnis) mit Paul Éluard, illustriert von Salvador Dalí (1930)
- Les Vases communicants (Die kommunizierenden Röhren) (1932)
- Le revolver à cheveux blancs (Der weißhaarige Revolver), Gedichte (1932)
- Le Message automatique (Die automatische Botschaft), Essay (1933)
- L’air de l’eau (Die Weise des Wassers), Gedichte (1934)
- L’Amour fou (1937)
- Pour un art indépendant révolutionnaire (Für eine unabhängige revolutionäre Kunst) mit Leo Trotzki (1938)
- Anthologie de l’humour noir (Anthologie des Schwarzen Humors) (1940)
- Prolégomènes à un troisième manifeste ou non (Vorwort zu einem 3. Manifest oder auch nicht) (1942)
- Arcane 17 (Arkanum 17) (1944)
- Ode à Charles Fourier (Ode an Charles Fourier) (1945)
- Entretiens (Entretiens – Gespräche) (1952)
- La Clé des champs (Dt. Titel Das Weite suchen) (1953)
- Constellations (Sternbilder), Prosagedichte zu Gouachen von Joan Miró (1959)

### Kommentierte Werkausgabe
- André Breton: Œuvres complètes Bd. 1–3, Hg. Marguerite Bonnet, Bibliothèque de la Pléiade, Paris: Gallimard 1987–1999 (weiterer Band in Vorbereitung) ISBN 2-07-011138-5 (Bd. 1); ISBN 2-07-011234-9 (Bd. 2); ISBN 2-07-011376-0 (Bd. 3) (ältere Gesamtausgabe: Gallimard, 1952)

### Deutsch
- Der Surrealismus und die Malerei, Propyläen Verlag, Berlin 1967
- Die magnetischen Felder (gefolgt von Bitte und Ihr werdet mich vergessen). Hrsg. von Eugen Helmlé, übersetzt von Ruth Henry und Helmlé. Edition text + kritik, München 1981, ISBN 3-88377-091-4.
- Die Manifeste des Surrealismus. Deutsch von Ruth Henry. Rowohlt, Reinbek bei Hamburg 1968, ISBN 3-499-55434-8.
- Nadja. Übersetzung und Nachwort von Max Hölzer. Günther Neske, Pfullingen 1960.
  - Neuausgabe: Suhrkamp, Bibliothek Suhrkamp, Band 406, Frankfurt am Main 1974, ISBN 3-518-01406-4.
  - Wiederveröffentlichung: Übersetzung von Bernd Schwibs (nach der Fassung von 1962), Nachwort von Karl Heinz Bohrer. Bibliothek Suhrkamp, Band 1351, Berlin 2019, ISBN 978-3-518-22351-2.
- Die kommunizierenden Röhren. Deutsch von Elisabeth Lenk und Fritz Meyer, Rogner & Bernhard, München 1980. ISBN 3-8077-0143-5.
- L’Amour fou. Deutsch von Friedhelm Kemp. Kösel, München 1970.
  - Neuausgabe: Bibliothek Suhrkamp, Band 435, Frankfurt am Main 1975, ISBN 978-3-518-01435-6.
- Anthologie des Schwarzen Humors. Deutsch von Rudolf Wittkopf (und weiteren Übersetzern), Rogner & Bernhard, München 1979. ISBN 3-8077-0118-4.
- Ode an Charles Fourier. Hrsg. und übersetzt von Heribert Becker mit Texten von Gérald Schaeffer, Octavio Paz, Robert Lebel und Nikolaus Eichhorn und bibliogr. Anhang. Karin Kramer, Berlin 1982. ISBN 3-87956-136-2.
- Das Weite suchen. Reden und Essays. Übersetzt von Lothar Baier. Europäische Verlagsanstalt, Frankfurt am Main 1981. ISBN 3-434-00441-6.

### Zeitschriften
Er schrieb unter anderem für die Zeitschriften La Révolution surréaliste, Contimporanul, Minotaure und VVV.

## Weitere Literatur
- Rita Bischof: Nadja revisited. Brinkmann und Bose, Berlin 2013, ISBN 978-3-940048-19-6.
- Susanne Goumegou: Traumtext und Traumdiskurs: Nerval, Breton, Leiris. Fink, München 2007.
- Zu Contre-Attaque: Stephan Moebius, Die Zauberlehrlinge. Soziologiegeschichte des Collège de Sociologie 1937–1939. Konstanz: UVK, 2006. ISBN 3-89669-532-0; Patrick Kilian: Georges Bataille, André Breton und die Gruppe Contre-Attaque. Über das „wilde Denken“ revolutionärer Intellektueller in der Zwischenkriegszeit. Röhrig, St. Ingbert 2013, ISBN 978-3-86110-530-5.
- Steurer, Hannah.: “Geträumte Dinge, verdinglichte Träume : Materialisierungen des Traums bei André Breton.” /. In: Hannah Stuerer, Joachim Rees (Hrsg.): Dinge träumen. Paderborn 2024, S. 233–251.
- Eckhart Gillen: Hysterie, Psychoanalyse und der psychische Automatismus der Surrealisten : Jean-Martin Charcot, Sigmund Freud und André Breton. In: Lilian Haberer, Karina Nimmerfall, (Hrsg.): Movement - mouvement. München 2022, S. 309–313.
- Wolfgang  Asholt: Surrealistische Intermedialität? : zum Bild-Schrift-Verhältnis bei Breton. In: Inge Münz-Koenen , Justus Fetscher (Hrsg.): Pictogrammatica : die visuelle Organisation der Sinne in den Medienavantgarden (1900 - 1938). Bielefeld 2006.
- Tobia Bezzol: André Breton : Dossier Dada. Hatje Cantz, Ostfildern-Ruit 2005.